# Wilian de Faria
Wilian de Faria (Manhuaçu, 29 de junho de 1980) é um político brasileiro. Filiado ao Partido dos Trabalhadores, atualmente é vereador da cidade de Santa Bárbara do Leste. Em 2014, assumiu a vaga na Assembléia Legislativa de Minas Gerais quando Alexandre Silveira de Oliveira assumiu a Secretaria de Saúde de Minas Gerais.